# Pact van Bogota
Het Pact van Bogota, in het Engels officieel het American Treaty on Pacific Settlement, is het verdrag dat op 30 april 1948 door landen in Amerika werd gesloten. Dat gebeurde tijdens de 9e Pan-Amerikaanse Conferentie in Bogota, de hoofdstad van Colombia.
De verdragsluitende partijen verplichten zich hun onderlinge geschillen langs vreedzame weg te beslechten.  